# INTA-255
L'INTA-255 va ser el primer coet sonda espanyol desenvolupat per l'INTA, amb ajuda de la companyia anglesa British Aerojet, entre 1966 i 1969, utilitzant 4 petits coets Chick usats com a acceleradors, que envoltaven a un coet Goose II. Al moment del llançament, realitzat al llarg d'un rail de 8 metres d'altura, s'encenien tots els coets al mateix temps. La combustió dels Chick durava tan sols 0,2 s, mentre que el Goose trigava 17 segons a esgotar el seu combustible sòlid.
El INTA-255 era capaç d'elevar una càrrega de 15 kg a 150 km d'altura, i va servir com a base per desenvolupar el més ambiciós INTA-300.
Es van llançar tres INTA-255, tots des de la base del Centre d'Experimentació del Arenosillo, i els tres van ser llançats amb èxit. El primer, una maqueta en realitat per provar els coets acceleradors, es va llançar el 19 de juliol de 1969; el segon, un prototip, el 20 de desembre de 1969; i el tercer i últim, el segon prototip, el 22 de desembre de 1970.

## Especificacions
- Carrega útil: 30 kg
- Apogeu: 150 km
- Empenyiment en l'enlairament: 42 kN
- Velocitat màxima: mach 6,4
- Massa total: 340 kg
- Diàmetre del cos principal: 0,26 m
- Longitud total: 0,6 m